# Vermiljoen

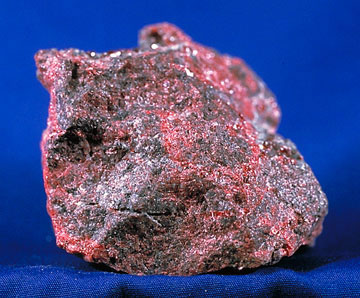
Het mineraal cinnaber, een bron van vermiljoen

Vermiljoen is een rood-oranjeachtig pigment. Het bestaat uit kwik(II)sulfide, HgS, en wordt in de natuur gevonden als het mineraal cinnaber. Dat is tevens een van de vormen waarin kwikerts wordt gevonden. De kleur van de rode baan van de Nederlandse vlag wordt in de wet aangeduid als "helder vermiljoen", hoewel de wettelijke gedefinieerde tint afwijkt van de kleur van het pigment.
Het pigment heeft een felrode kleur. Het is sterk dekkend. De kleurkracht is groot. Het is op zich goed lichtecht. Onder invloed van een combinatie van licht en waterstofsulfide kan het echter snel verdonkeren. Het is wegens de kwikcomponent giftig, hoewel het kwik in verbinding met zwavel niet snel door het lichaam opgenomen wordt.
De naam vermiljoen komt uit het Latijn vermiculus, wat "kleine worm" betekent. Deze naam komt voort uit een verwarring met kermes, een ander rood pigment dat uit kleine insecten (schildluizen) gemaakt wordt en waarvan het kleurende bestanddeel karmijnzuur of kermeszuur is. Het normale Latijnse woord voor vermiljoen was minium. Het eerst werd vermiljoen beschreven door de Griek Theophrastus in 315 voor Chr. Hij gebruikte daarbij het woord κιννάβαρι, kinnabari.
Vermiljoen werd al in China toegepast in het tweede millennium v. Chr. Het is aangetroffen in inscripties in orakelbotten. Bijna even oud zijn toepassingen in Assyrië en Egypte. Bronnen van cinnaber zijn zeldzaam en daarom was vermiljoen oorspronkelijk buitensporig kostbaar. In het Romeinse Rijk was de verkoop een keizerlijk recht. De Romeinen wonnen vermiljoen uit mijnen bij Sisapo in Zuid-Spanje, die reeds door Carthago werden geëxploiteerd. Het mineraal werd vergruizeld en gezuiverd door wassen en verhitten. Daartoe werd het erts eerst in verzegelde vaten naar Rome getransporteerd zodat tussenhandelaren er niets aan konden verdienen. Volgens Plinius de Oudere werd ieder jaar tienduizend pond erts per jaar aangevoerd en tegen een vaste prijs van zeventig sestertiën per pond verkocht. In de Middeleeuwen was het gebruik van vermiljoen net zo duur als vergulden. Ook nu is echte Chinese vermiljoenolieverf nog zeer kostbaar. Een tube van 225 ml kan £200 kosten (US $300). De hoge prijs komt tegenwoordig niet meer voort uit de zeldzaamheid van het natuurlijke mineraal, maar doordat de productie ongewoon is geworden.
Sinds minstens de achtste eeuw kan vermiljoen synthetisch worden aangemaakt, getuige recepten in Arabische bronnen zoals het werk van Jabir ibn Hayyan. Vondsten uit China doen al een synthetische fabricage vermoeden die zo oud is als de vierde eeuw v. Chr; vermoedelijk bereikte deze methode via India het Midden-Oosten. Bij dit proces werden vijf delen kwik en één deel zwavel samen verhit tot "moorzwart", een zwart kwiksulfide. Dat werd verder verhit in aardewerken potten, waardoor het rode kwiksulfide sublimeert. Ook in Europa was deze methode bekend, maar zeker tot en met de zestiende eeuw werd natuurlijk bergvermiljoen gewonnen. Het was een van de belangrijkste rode pigmenten in de schildertechniek. In de zeventiende eeuw kwam een belangrijke Nederlandse fabricage op gang. Dit deed de prijs aanzienlijk dalen. De moderne industriële productie begon in 1785. Tegenwoordig zijn verschillende manieren bekend om het kwiksulfide te synthetiseren waaronder precipitatie, een methode die al in 1682 ontdekt werd. Vermiljoen kan zowel in water- als in olieachtige schilderstechnieken gebruikt worden.

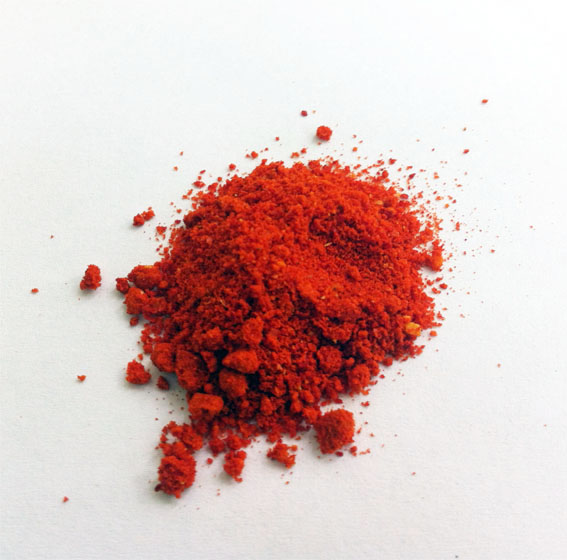
Vermiljoen in poedervorm

Het pigment werd ook gebruikt in drukinkt, om als contrast te dienen ten opzichte van de verder in zwart gedrukte tekst. Christoffel Plantijn, vanaf midden zestiende eeuw drukker in Antwerpen, voerde vermiljoen in vanuit de kwikmijnen in Spanje en besteedde daar een voor die tijd aanzienlijke som geld aan. Drukinkt was tot ver in de negentiende eeuw niet veel meer dan gekookte lijnolievernis, vermengd met pigment. Vermiljoen-inkt moest telkens vers gemaakt worden, doordat het mineraal de droging van lijnolievernis aanzienlijk versnelt.
Een nadeel van de toepassing is de in de praktijk slechte kleurechtheid van vermiljoen. Onder invloed van licht, vooral energierijke blauwe en ultraviolette golflengten, kan vermiljoen overgaan in een zwart product, een stabielere, zwarte kwiksulfidemodificatie. Als er bovendien een overmaat aan chloride aanwezig is, verkleurt het zwarte product weer tot een wit. Dat heeft tot gevolg dat er op oude schilderijen een grijze waas, of stipjes zwart over het vermiljoen heen komen. Verder zijn er problemen bekend bij het combineren van vermiljoen met andere pigmenten. Wordt het zwavelhoudende vermiljoen vermengd met loodwit, dan kan het loodwit vervallen tot een grauwe kleur. Ook is het niet stabiel met ultramarijn te mengen. Deze problemen waren van oudsher bekend, maar er was voor het pigment geen alternatief. De verkleuringen probeerde men te voorkomen door onderliggende lagen vermiljoen te isoleren met een glacis van karmijn. Dat maakte de kleur dieper en beperkte de inwerking van licht en lucht. Op veel eeuwenoude schilderijen is de kleur zo goed bewaard gebleven. Ook vleeskleuren in menging met loodwit hebben de tand des tijds vaak goed doorstaan. De problemen zijn over het algemeen minder in de olieverftechniek, waar het bindmiddel het pigment beschermt tegen schadelijke invloeden en de bovenste vernislaag een verdere barrière vormt. Bij aquarel en fresco is vermiljoen veel kwetsbaarder. De Romeinen schijnen hun muurschilderingen in vermiljoen, zoals in Pompeii aangetroffen, beschermd te hebben met een laag bijenwas.

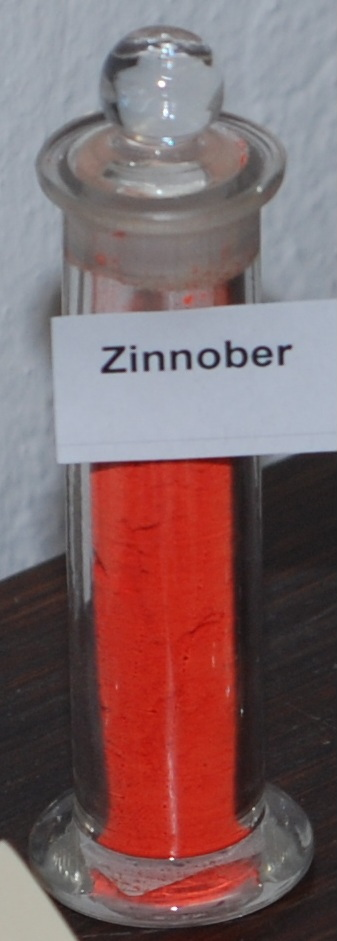
Een pot vermiljoen, Historische collectie van verfstoffen, Technische Universiteit Dresden

Tegenwoordig wordt het historisch belangrijke pigment vrijwel niet meer gebruikt in de schilderkunst. Sinds de vroege twintigste eeuw is vermiljoen vervangen door een variant van cadmiumrood, dat zeer lichtecht is en te vermengen met alle pigmenten. Dat gebeurde het eerst in de industriële productie; omdat het een traditioneel pigment was, werd vermiljoen in de schildertechniek nog tot diep in de twintigste eeuw toegepast.

## Vermiljoenstokerijen in Nederland
Vermiljoen werd in potten gestookt uit een mengsel van zwavel en kwikzilver. Het laatste werd ingevoerd vanuit de kwikmijnen van Almadén in Spanje en Idrija in het Habsburgse Rijk. Omstreeks 1650 was Amsterdam een van de factoors (agenten) die het Habsburgse kwik op de markt brachten. In deze stad werden ook veel kwikzouten en vermiljoen geproduceerd. De Hollanders hadden een voordeel: zij konden vermiljoenpotten maken van hoge kwaliteit. Vanaf 1786 kwamen vermiljoenfabrieken in Idrija in bedrijf en slonk de betekenis van de Nederlandse vermiljoenindustrie. Zo stond in 1791 de extraordinaire en alom bekende vermiljoen- en mercurialienstookery, genaamd Werkhoven, gelegen te Amsterdam aan het Kuiperspad, te koop.
In 1915 worden nog twee Nederlandse bedrijven gemeld die ook vermiljoen produceerden: Avis in Westzaan en Vettewinkel in Amsterdam. Niet duidelijk is of deze het fabriceerden dan wel enkel leverden.